# Пшедмосьце (Глоговський повіт)
Пшедмосьце (пол. Przedmoście, нім. Priedemost) — село в Польщі, у гміні Глогув Глоговського повіту Нижньосілезького воєводства. Населення — 835 осіб (2011).
У 1975-1998 роках село належало до Легницького воєводства.

## Демографія
Демографічна структура станом на 31 березня 2011 року:
|          | Загалом | Допрацездатний вік | Працездатний вік | Постпрацездатний вік |
| -------- | ------- | ------------------ | ---------------- | -------------------- |
| Чоловіки | 415     | 93                 | 300              | 22                   |
| Жінки    | 420     | 89                 | 268              | 63                   |
| Разом    | 835     | 182                | 568              | 85                   |